# Vergnügte Pleissenstadt
Vergnügte Pleißenstadt (Joyeuse cité de la Pleisse) (BWV 216) est une cantate de Johann Sebastian Bach composée à Leipzig et jouée le jeudi 5 février 1728 pour le mariage du commerçant Johann Heinrich Wolff avec Susanna Regina Hempel, fille d'un fonctionnaire des impôts de Leipzig. Seuls des fragments subsistaient - le livret et une partition de soprano et une autre d'alto - jusqu'à ce qu'un professeur de musique japonais retrouve la partition le 3 avril 2004 dans les biens personnels d'une pianiste décédée.
Le texte est de Christian Friedrich Henrici (Picander).

## Structure et instrumentation
La cantate est écrite pour deux solistes, (soprano et alto), un traverso, deux violons, un alto et basse continue.
Il y a sept mouvements :
1. aria duetto. (soprano et alto) : Vergnügte Peissenstadt
2. récitatif (soprano et alto) : So angenehm auch mein Revier
3. aria (soprano) : Angenehme Hempelin
4. récitatif (alto) : Erspare den Verdruss
5. aria (alto) : Mit Lachen und Scherzen
6. récitatif (soprano et alto) : Wie lieblich wird sie nun
7. aria duetto (soprano et alto) : Heil und Segun

## Sources
- (nn) Cet article est partiellement ou en totalité issu de l’article de Wikipédia en nynorsk intitulé « Vergnügte Pleißenstadt » (voir la liste des auteurs).
- Gilles Cantagrel, Les cantates de J.-S. Bach, Paris, Fayard, mars 2010, 1665 p.  (ISBN 978-2-213-64434-9)